# Kotaro Kiyooka
Kotaro Kiyooka (清岡幸大郎?, Kiyooka Kotaro; Prefettura di Kōchi, 12 aprile 2001) è un lottatore giapponese, specializzato nella lotta libera.
Nel 2023 si laurea campione nazionale sconfiggendo durante il torneo il campione olimpico Takuto Otoguro, conquistando il diritto di partecipare alle qualificazioni olimpiche asiatiche per Parigi 2024 nelle quali batte l'argento europeo under 23 Abdulmazhid Kudiev, il coreano Yun Jun-sik ed il cinese  Yuan Shaohua garantendosi un posto per i Giochi parigini.
L'11 agosto 2024, ai Giochi olimpici di Parigi 2024, si laurea campione olimpico nella categoria fino ai 65 kg, sconfiggendo in finale l'iraniano Rahman Amouzad.

## Palmarès
- Giochi olimpici

Parigi 2024: oro nei 65 kg.